# Thomas Bölke
Thomas Bölke (* 1968) ist ein deutscher Badmintonspieler. 

## Karriere
Thomas Bölke gewann in den DDR-Nachwuchsaltersklassen mehrere Medaillen bei den nationalen Titelkämpfen. 1989 erkämpfte er sich sein erstes Edelmetall bei den DDR-Einzelmeisterschaften der Erwachsenen. Ein weiterer Medaillengewinn folgten 1990. Mit dem Team von HSG DHfK Leipzig wurde er 1990 Dritter bei den DDR-Mannschaftsmeisterschaften. Nach der Wende startete er für den SC Union 08 Lüdinghausen in der 1. Badminton-Bundesliga.

## Sportliche Erfolge
| Saison    | Veranstaltung                       | Disziplin    | Platz | Name |
| --------- | ----------------------------------- | ------------ | ----- | --- |
| 1983/1984 | DDR-Einzelmeisterschaft AK 14/15    | Herrendoppel | 3     | Alexander Pigola / Thomas Bölke (HSG DHfK Leipzig)                                                                  |
| 1983/1984 | DDR-Mannschaftsmeisterschaft Jugend | Mannschaft   | 3     | DHfK Leipzig (Sven Weise, Alexander Pigola, Axel Hundorf, Thomas Bölke)                                             |
| 1983/1984 | DDR-Einzelmeisterschaft AK 14/15    | Herreneinzel | 3     | Thomas Bölke (DHfK Leipzig)                                                                                         |
| 1984/1985 | DDR-Einzelmeisterschaft AK 16/17    | Herrendoppel | 1     | Sven Weise / Thomas Bölke (DHfK Leipzig)                                                                            |
| 1985/1986 | DDR-Einzelmeisterschaft AK 16/17    | Herrendoppel | 1     | Sven Weise / Thomas Bölke (DHfK Leipzig)                                                                            |
| 1985/1986 | DDR-Einzelmeisterschaft AK 16/17    | Herreneinzel | 3     | Thomas Bölke (DHfK Leipzig)                                                                                         |
| 1988/1989 | DDR-Einzelmeisterschaft             | Herreneinzel | 3     | Thomas Bölke (DHfK Leipzig)                                                                                         |
| 1988/1989 | DDR-Mannschaftsmeisterschaft        | Mannschaft   | 5     | DHfK Leipzig (Thomas Bölke, Sven Weise, Holger Wippich, Axel Hundorf, Heike Franke, Turid Goetz)                    |
| 1989/1990 | Silberner Federball                 | Herreneinzel | 2     | Thomas Bölke (DHfK Leipzig)                                                                                         |
| 1989/1990 | DDR-Mannschaftsmeisterschaft        | Mannschaft   | 3     | DHfK Leipzig (Thomas Bölke, Heike Franke, Turid Goetz, Sven Weise, Alexander Pigola, Axel Hundorf, Manfred Blauhut) |
| 1989/1990 | DDR-Einzelmeisterschaft             | Herreneinzel | 3     | Thomas Bölke (DHfK Leipzig)                                                                                         |
| 1989/1990 | Silberner Federball                 | Herrendoppel | 1     | Thomas Bölke / Sven Weise (DHfK Leipzig)                                                                            |
| 1996/1997 | Silberner Federball                 | Herreneinzel | 1     | Thomas Bölke (SC Union 08 Lüdinghausen)                                                                             |
| 2008/2009 | Deutsche Einzelmeisterschaft O40    | Herreneinzel | 3     | Thomas Bölke (SC Union 08 Lüdinghausen)                                                                             |
| 2009/2010 | Deutsche Einzelmeisterschaft O40    | Herreneinzel | 3     | Thomas Bölke (SC Union 08 Lüdinghausen)                                                                             |
| 2009/2010 | Deutsche Einzelmeisterschaft O40    | Herrendoppel | 1     | Thomas Bölke / Frank Hochstrate (SC Union 08 Lüdinghausen / RW Wesel)                                               |